# Saturnia defasciata
Saturnia defasciata är en fjärilsart som beskrevs av Schultz. 1909. Saturnia defasciata ingår i släktet Saturnia och familjen påfågelsspinnare. Inga underarter finns listade.